# Salvia breviconnectivata
Salvia breviconnectivata là một loài thực vật có hoa trong họ Hoa môi. Loài này được Y.Z.Sun ex C.Y.Wu miêu tả khoa học đầu tiên năm 1977.